# William Van Pelt
William Kaiser Van Pelt, född 10 mars 1905 i Glenbeulah i  Wisconsin, död 2 juni 1996 i Fond du Lac i Wisconsin, var en amerikansk politiker (republikan). Han var ledamot av USA:s representanthus 1951–1965.
Van Pelt efterträdde 1951 Frank Bateman Keefe som kongressledamot och efterträddes 1965 av John Abner Race.
Van Pelt är begravd på Rienzi Cemetery i Fond du Lac i Wisconsin.